# International Ship and Port Facility Security Code

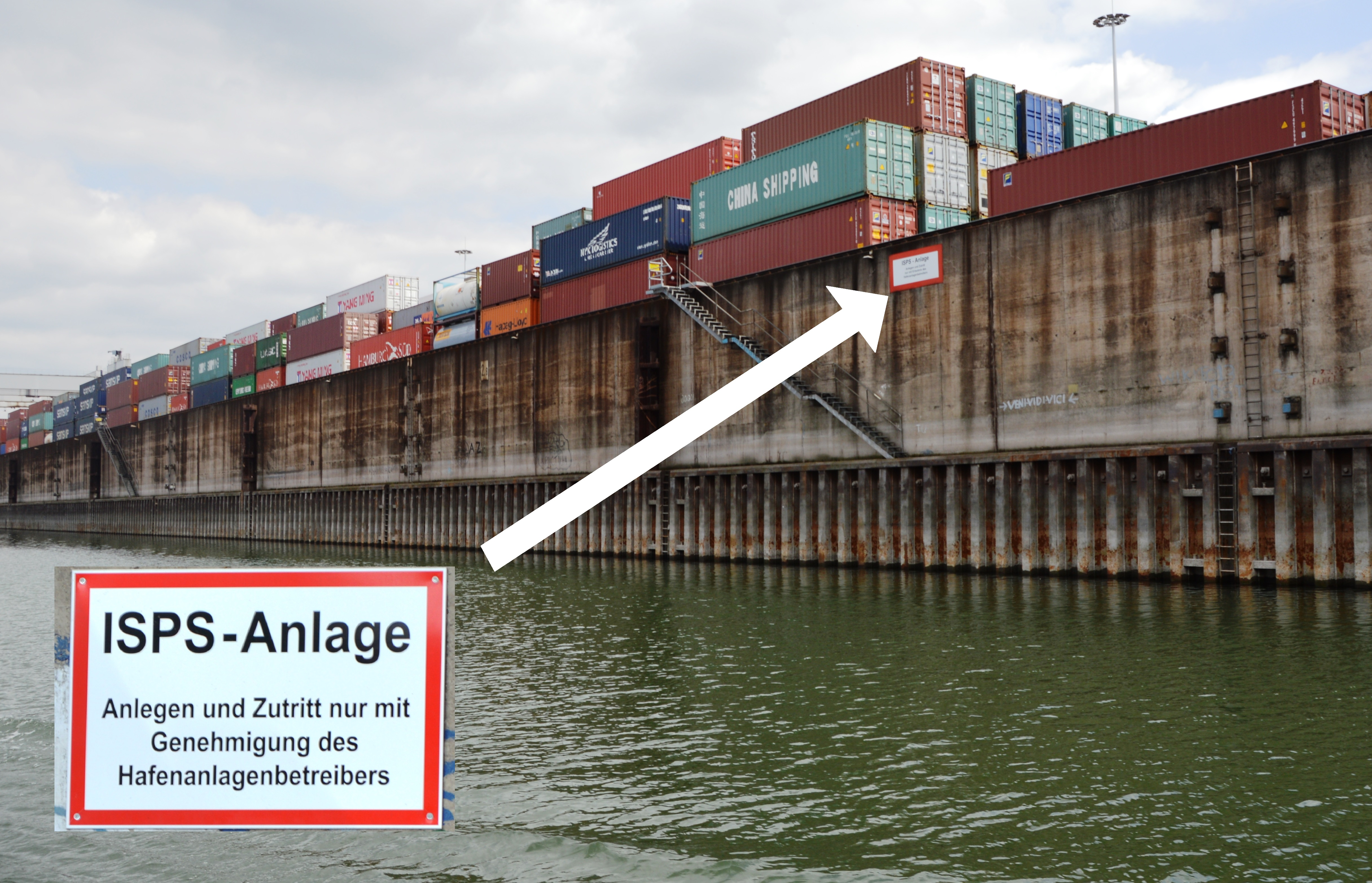
ISPS-Kennzeichnung in den Duisburg-Ruhrorter Häfen

Der International Ship and Port Facility Security Code (ISPS-Code) besteht aus einem umfangreichen Paket von Maßnahmen zur Erhöhung der Gefahrenabwehr bei Schiffen und Hafenanlagen, an denen Schiffe in der Auslandsfahrt abgefertigt werden. Der ISPS-Code wurde angesichts drohender vorsätzlicher rechtswidriger Handlungen, wie z. B. Terrorakte und Piraterie geschaffen und dient auch der Sicherheit in der Lieferkette.

## Geschichte
Auslöser für die Schaffung des Regelwerks waren die Terroranschläge am 11. September 2001 in New York sowie Anschläge auf Schiffe wie auf das Marineschiff Cole im Jahre 2000 und den Öltanker Limburg im Oktober 2002.
Der ISPS-Code wurde am 12. Dezember 2002 unter der Federführung der Internationalen Seeschifffahrtsorganisation (IMO) vereinbart und als Ergänzung des Internationalen Übereinkommens von 1974 zum Schutz des menschlichen Lebens auf See (SOLAS-Übereinkommen) implementiert. In der Europäischen Union wurde der ISPS-Code durch eine Verordnung des Europäischen Parlaments und des Rates am 31. März 2004 umgesetzt. Dabei wurden die Regelungen, die eigentlich nur für internationale Schiffe gelten sollten, auch auf den Schiffsverkehr innerhalb der Europäischen Union und ihrer Mitgliedsstaaten ausgeweitet.

## Wesentlicher Inhalt
Der ISPS-Code besteht aus zwei Teilen: einem obligatorischen Teil A mit verpflichtenden Maßnahmen vor allem für Reedereien und Hafenbetreiber und einem empfehlenden Teil B, der vor allem Erfüllungsoptionen und Umsetzungshilfen enthält.
Im Wesentlichen geht die Vereinbarung davon aus, dass die Gewährleistung der Sicherheit von Schiffen und Hafenanlagen eine Risikomanagementaufgabe darstellt und dass zur Bestimmung der geeigneten Sicherheitsmaßnahmen in jedem Einzelfall zunächst eine Risikobewertung vorgenommen werden muss. Diese soll den Regierungen ermöglichen, Bedrohungsänderungen hinsichtlich der Anfälligkeit von Schiffen und Hafenanlagen durch entsprechende Sicherheitsmaßnahmen auszugleichen. Hierzu gehört ein konkreter Plan zur Gefahrenabwehr.
Betroffen sind Schiffe in der internationalen Fahrt (Passagierschiffe einschließlich Hochgeschwindigkeitsfähren, Frachtschiffe (> 500 BRZ) und  mobile Offshore-Bohrinseln).
Konkret müssen seitdem diese Schiffe, die einen Hafen anlaufen, zuvor explizit übermitteln, welche Ladung sie an Bord haben. Die Behörden des anlaufenden Hafens haben umfassende Kontrollrechte.
Des Weiteren wurde bestimmt, dass die Hafenanlagen – die bisher praktisch für jeden frei zugänglich waren – abgeschottet werden. Ein Zugang ist jetzt nur noch für bestimmte Personenkreise möglich, diese müssen sich regulär ausweisen und bekommen dann für die Dauer ihres Aufenthalts in den Hafenanlagen eine Identifikationskarte ausgehändigt. Weitere Maßnahmen in Hafenanlagen betreffen den Ladungsverkehr zur Anlage und die Anlieferung von Schiffsvorräten.

## Kritik

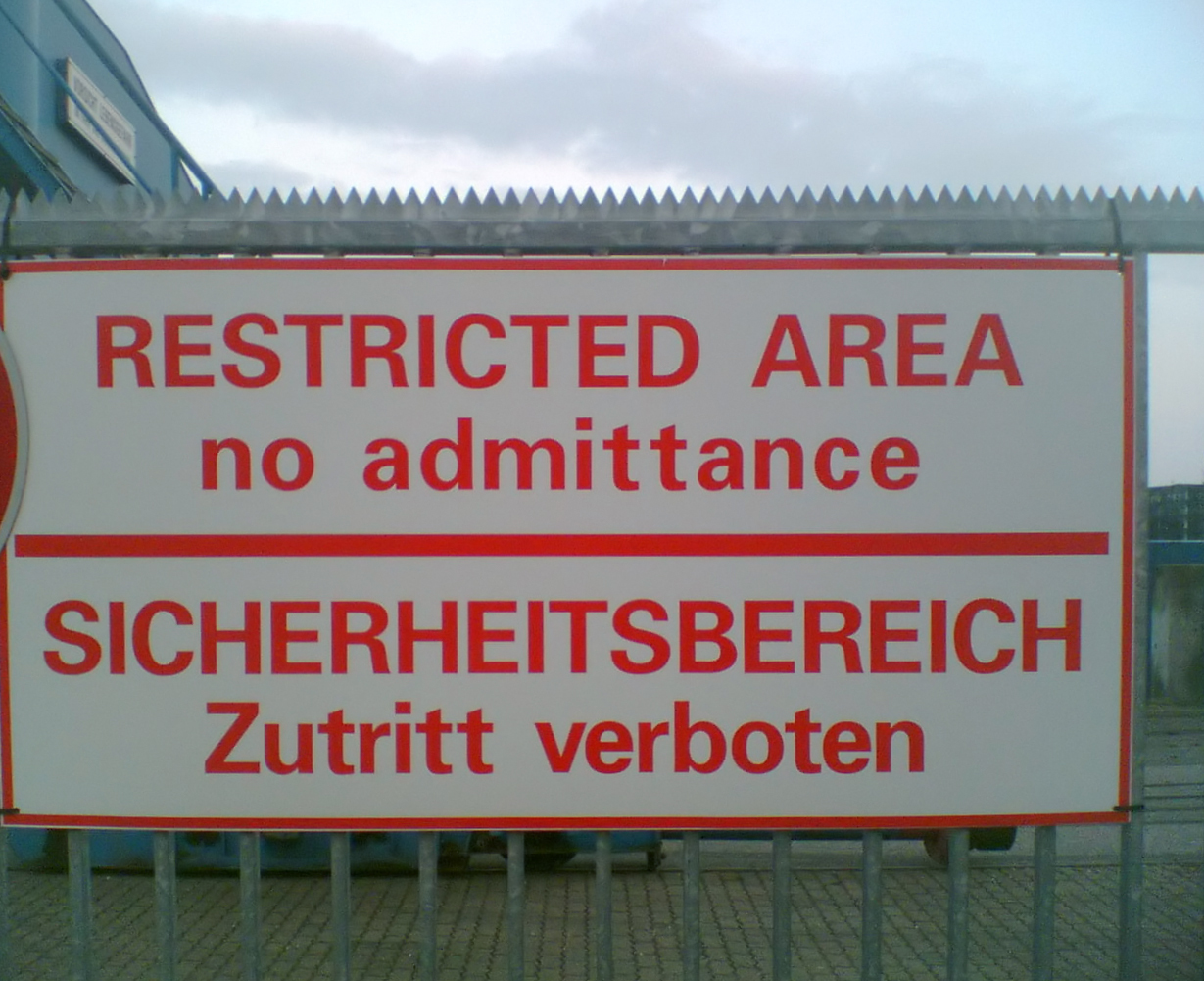
Absperrung eines Hafenbereichs gemäß ISPS-Code

Die vom ISPS-Code geforderte Kontrolle des Zugangs zu den Hafenanlagen lassen sich in der Regel nur durch Zaunanlagen erreichen, sodass außerhalb definierter Zugänge ein Betreten der Anlage nicht mehr möglich bzw. erschwert wird. Diese Einzäunung wird von einigen Bürgern, für die bisher eine uneingeschränkte Sicht und ein ungehinderter Zugang eine Selbstverständlichkeit war, als Einschränkung der Lebensqualität empfunden. Hinsichtlich des Fremdenverkehrs kann dies einen Verlust an Attraktivität und eine Reduzierung der Erlebbarkeit von Hafenstädten bewirken. Dem steht das hohe Interesse, die Sicherheit zu gewährleisten, gegenüber.